# Klánovice
Klánovice – część Pragi leżąca w dzielnicy Praga 9, na wschód o centrum miasta. W 2006 zamieszkiwało ją 3 940 mieszkańców.